# Albi di Morgan Lost (prima serie)
Albi del fumetto Morgan Lost pubblicati nel 2015, 2016 e 2017.
| Nr | Titolo                          | Data pubblicazione | Soggetto            | Sceneggiatura       | Disegni                  | Colorazione    | Copertina           |
| -- | ------------------------------- | ------------------ | ------------------- | ------------------- | ------------------------ | -------------- | ------------------- |
| 1  | L'uomo dell'ultima notte        | ottobre            | Claudio Chiaverotti | Claudio Chiaverotti | Michele Rubini           | Arancia Studio | Fabrizio De Tommaso |
| 2  | Non lasciarmi                   | novembre           | Claudio Chiaverotti | Claudio Chiaverotti | Giovanni Talami          | Arancia Studio | Fabrizio De Tommaso |
| 3  | Mister Sandman                  | dicembre           | Claudio Chiaverotti | Claudio Chiaverotti | Giovanni Freghieri       | Arancia Studio | Fabrizio De Tommaso |
| 4  | La rosa nera                    | gennaio            | Claudio Chiaverotti | Claudio Chiaverotti | Val Romeo                | Arancia Studio | Fabrizio De Tommaso |
| 5  | L'orologio del tempo            | febbraio           | Claudio Chiaverotti | Claudio Chiaverotti | Giuseppe Liotti          | Arancia Studio | Fabrizio De Tommaso |
| 6  | I coniugi Rabbit                | marzo              | Claudio Chiaverotti | Claudio Chiaverotti | Cristiano Spadavecchia   | Arancia Studio | Fabrizio De Tommaso |
| 7  | Vulcano 7                       | aprile             | Claudio Chiaverotti | Claudio Chiaverotti | Andrea Fattori           | Arancia Studio | Fabrizio De Tommaso |
| 8  | Per morte e per amore           | maggio             | Claudio Chiaverotti | Claudio Chiaverotti | Vincenzo Bufi            | Arancia Studio | Fabrizio De Tommaso |
| 9  | Megamultiplex                   | giugno             | Claudio Chiaverotti | Claudio Chiaverotti | Lola Airaghi             | Arancia Studio | Fabrizio De Tommaso |
| 10 | Senza nome e senza volto        | luglio             | Claudio Chiaverotti | Claudio Chiaverotti | Marco Perugini           | Arancia Studio | Fabrizio De Tommaso |
| 11 | L'ombra dello sciacallo         | agosto             | Claudio Chiaverotti | Claudio Chiaverotti | Max Bertolini            | Arancia Studio | Fabrizio De Tommaso |
| 12 | Killer Clown                    | settembre          | Claudio Chiaverotti | Claudio Chiaverotti | Val Romeo                | Arancia Studio | Fabrizio De Tommaso |
| 13 | Il segreto di Juliet            | ottobre            | Claudio Chiaverotti | Claudio Chiaverotti | Luca Raimondo            | Arancia Studio | Fabrizio De Tommaso |
| 14 | Una vita perfetta               | novembre           | Claudio Chiaverotti | Claudio Chiaverotti | Max Bertolini            | Arancia Studio | Fabrizio De Tommaso |
| 15 | I canti dei morti               | dicembre           | Claudio Chiaverotti | Claudio Chiaverotti | Cristiano Spadavecchia   | Arancia Studio | Fabrizio De Tommaso |
| 16 | Ricordati di Elizabeth          | gennaio            | Claudio Chiaverotti | Claudio Chiaverotti | Giuseppe Liotti          | Arancia Studio | Fabrizio De Tommaso |
| 17 | Jerome X                        | febbraio           | Claudio Chiaverotti | Claudio Chiaverotti | Alessandro Pastrovicchio | Arancia Studio | Fabrizio De Tommaso |
| 18 | Le lacrime del diavolo          | marzo              | Claudio Chiaverotti | Claudio Chiaverotti | Val Romeo                | Arancia Studio | Fabrizio De Tommaso |
| 19 | Memorie di una telecamera       | aprile             | Claudio Chiaverotti | Claudio Chiaverotti | Cristiano Spadavecchia   | Arancia Studio | Fabrizio De Tommaso |
| 20 | Sogni di qualcun altro          | maggio             | Claudio Chiaverotti | Claudio Chiaverotti | Giovanni Talami          | Arancia Studio | Fabrizio De Tommaso |
| 21 | La trama di Oz                  | giugno             | Claudio Chiaverotti | Claudio Chiaverotti | Andrea Fattori           | Arancia Studio | Fabrizio De Tommaso |
| 22 | Il silenzio alla fine del mondo | luglio             | Claudio Chiaverotti | Claudio Chiaverotti | Marco Perugini           | Arancia Studio | Fabrizio De Tommaso |
| 23 | La zona d'ombra                 | agosto             | Claudio Chiaverotti | Claudio Chiaverotti | Ennio Bufi               | Arancia Studio | Fabrizio De Tommaso |
| 24 | Serial toons                    | settembre          | Claudio Chiaverotti | Claudio Chiaverotti | Alessandro Pastrovicchio | Arancia Studio | Fabrizio De Tommaso |

## L'uomo dell'ultima notte
A New Heliopolis la vita è sempre la stessa: tra statue che ricordano gli dèi egizi e moderni dirigibili che solcano i cieli, la vita scorre tranquilla. Anche per Morgan Lost, un cacciatore di taglie con uno strano tatuaggio: una maschera fatta da due adoratori del dio Seth, che durante un sacrificio al loro dio hanno preso lui e Lisbeth, la ragazza che stava per sposare, uccidendola per dissanguamento. La vita di Morgan continua tra criminali da acciuffare e taglie da intascare finché un giorno sente di una donna che sta compiendo degli omicidi di uomini single. Dopo aver mostrato una foto ad una donna scampata per miracolo all'assassina, Morgan ha un sussulto: si tratterebbe infatti della sua amata Lisbeth, che ha visto morire con i suoi occhi sei anni prima.

## Non lasciarmi
Morgan è sulle tracce di quell'assassina che somiglia molto a Lisbeth. Quando i due si incontrano, la ragazza tenta di uccidere Morgan, ma lui la fa ragionare ricordandole una frase che lei gli diceva molto spesso. Sulla scena però compare un agente governativo che spiega che la ragazza si chiama Ashley e che deve riportarla a casa, ma Lisbeth dice che "non vuole tornare dall'orco". Morgan giura di proteggere Lisbeth di nuovo, chiunque sia questo fantomatico orco. Purtroppo per Morgan, anche la Sezione 5, organizzazione governativa, è sulle tracce della ragazza. Dopo uno scontro con la Sezione, Morgan viene portato nell'ufficio del direttore del Tempio della Burocrazia, un uomo che vive in un ambiente completamente asettico perché privo di difese immunitarie che lo rendono vulnerabile a qualsiasi malattia. Il direttore rivela a Morgan che Lisbeth non morì, ma le fu fatto un lavaggio del cervello e le venne impiantata una nuova realtà, quella di Ashley. Dopo uno scontro col direttore (dotato di una forza sovrumana), Morgan si risveglia nella sua stanza come se niente fosse accaduto. Ha perso la sua Lisbeth per la seconda volta.

## Mister Sandman
Un giorno, mentre è al cinema, Morgan conosce una ragazza che afferma di essere perseguitata da un maniaco mascherato che si fa chiamare "Mister Sandman", come la famosa canzone delle Chordettes. Durante la sua ricerca, Morgan ha delle strane visioni in cui New Heliopolis viene privata dei suoi abitanti o in cui tutto sembra stia crollando. E se tutto questo non fosse vero, bensì un sogno durato un lungo, interminabile secondo?

## La rosa nera
Da un po' di tempo la profiler Pandora Stillman è solita ricevere sempre lo stesso, sgradito omaggio floreale: una rosa nera. Lei sa che quei fiori sono una firma ben precisa, quella di Wallendream, uno spietato serial killer autore di ventuno delitti tra cui quelli di quattordici donne. La prossima è proprio Pandora, rea di averlo definito come "un criminale amorfo, senza personalità definita, che ogni giorno si distrugge e si ricrea". Wallendream è sulle sue tracce e farà di tutto per ucciderla. Incontrerà però sulla sua strada Morgan Lost, intenzionato a proteggere Pandora. Dopo lo scontro, Wallendream si dilegua per poi "rinascere" di nuovo, sotto le spoglie di una certa "Pandora".

## L'orologio del tempo
Un serial killer con la maschera da coccodrillo semina morte e distruzione a New Heliopolis. Sul caso si mette a indagare anche Morgan, dopo che una spogliarellista che ha conosciuto ha perso il figlio quattordicenne che cercava di difendere una potenziale vittima del pazzo omicida.

## I coniugi Rabbit
Vivono in un mondo tutto loro, Luck e Agatha Rabbit. Un mondo fatto di animali antropomorfi che rappresentano vizi e virtù degli esseri umani. E i Rabbit, all'apparenza miti e pavidi come i conigli dei quali hanno la testa, hanno anche loro le loro piccole, inconfessabili manie. All'epoca erano un fumetto molto popolare. Ora però sono saltati dal loro mondo di cartone a quello reale iniziando ad uccidere. Morgan Lost inizia ad indagare dopo averli visti uccidere una giovane ragazza, chiedendosi cosa abbia spinto due personaggi del mondo dei fumetti a trasformarsi in efferati assassini.

## Vulcano 7
Tutto è pronto per il grande giorno: 20 ottobre 1953, il giorno in cui l'uomo metterà piede sulla Luna tramite la navicella Vulcano 7, comandata dal capitano Tyler Jones e dal tenente Duncan Dredd. Ma quel giorno di gloria si trasforma in una giornata di follia in mondovisione quando a un certo punto Dredd impazzisce e uccide il suo commilitone a colpi di pietra lunare. Morgan Lost indaga per capire il gesto apparentemente folle dell'astronauta.

## Per morte e per amore
Un serial killer che uccide famiglie e si diverte a firmare i suoi delitti mettendo le vittime in situazioni di vita quotidiana da famiglie felici viene catturato da Morgan Lost e condannato alla sedia elettrica. In molti si oppongono a questa esecuzione, in primis la giornalista Gwyneth Ross che crede che il killer altri non sia che un nuovo Messia che con i suoi delitti possa liberare la gente dal sogno americano. Curiosamente, ci sarà anche un'altra esecuzione con la sedia elettrica lo stesso giorno, la stessa ora e nella stessa stanza ma usando un'altra sedia elettrica.

## Megamultiplex
Mentre è ad una proiezione di diversi cortometraggi, senza nemmeno ricordare come ci sia finito, Morgan Lost incontra altre cinque persone che apparentemente sono i protagonisti dei cortometraggi che ha visto: una donna estremamente magra che però si vede obesa, l'interprete dei telefilm di Max Wonder (l'equivalente di Superman a New Heliopolis), una scrittrice ossessionata dal suo personaggio più celebre, un uomo che ha dei debiti con la mafia e un'attrice mancata. E nemmeno loro ricordano come ci siano entrati. Sanno solo che quel giorno cade il loro compleanno. O è forse un'anticamera d'Inferno, dato che i corti che hanno visto rappresentano le morti di ognuno?

## Senza nome e senza volto
Una semplice impiegata un giorno incontra uno strano personaggio con il volto coperto da una maschera che prima la strangola e poi le ficca in bocca un portachiavi che, quando si fischia, dice "I LOVE YOU". Indagando su questo assassino, Morgan Lost conosce Wendy, una cameriera di un bar che si innamora perdutamente di lui e deve fare i conti con il suo geloso e disturbato fratello Quaid, che sembra essere l'assassino che Morgan sta cercando.

## L'ombra dello sciacallo
Morgan Lost indaga sul caso di uno strano serial-killer che, coperto da una maschera che ricorda quella del dio sciacallo Anubi sta seminando morte. Una ragazza in particolare è convinta che quel serial killer stia cercando lei, e che le donne che abbia ucciso le somigliavano soltanto. Morgan stenta a crederle, anche perché la ragazza dice di avere visioni di lui che continua ad ucciderla nell'epoca dei Padri Pellegrini e in una Los Angeles di un prossimo futuro.

## Killer Clown
Seduto su una strana sedia che vaga alla deriva nello spazio, Morgan Lost si risveglia in una bara in un parco di New Heliopolis non ricordando altro se non che stava guardando un film di genere grindhouse intitolato Killer Clowns VS Cheerleaders, in cui dei pagliacci assassini uccidono povere cheerleader. Intanto, a New Heliopolis si diffonde la notizia che un pagliaccio assassino uccide delle cheerleaders. Morgan tira in ballo il film che ha visto, ma rimane di sasso quando viene a sapere che la pellicola da lui menzionata non esiste nemmeno. Si tratta solo di un sogno portato alla realtà? O di qualcuno che vuole giocare con la mente di Morgan?

## Il segreto di Juliet
Miss Porter è una donna proprietaria di una casa per matrimoni, la Weddings House. La donna incarica due misteriosi gemelli di inseguire e recuperare una ragazza, Juliet, fuggita da questa casa. La ragazza durante la fuga si rifugia nel cinema di Fitz, locale regolarmente frequentato da Morgan Lost, amico del proprietario. Qui il protagonista incontrerà quindi la ragazza, decidendo di aiutarla.

## Una vita perfetta
Durante la cattura di un serial killer soprannominato Santa Claus Killer, Morgan Lost assiste al ferimento di Jill, una poliziotta con cui ha avuto una storia in passato. La donna viene curata dal dottor Damon Matthews, all'apparenza un medico stimato, ma che nasconde un orribile segreto.

## I canti dei morti
Le storie di alcuni serial killer uccisi da Morgan Lost si intrecciano sullo sfondo di Radio Melancholia. Come sempre, il protagonista vede le anime delle sue vittime sedute su una sedia, in balia delle onde dell'oceano. 

## Ricordati di Elizabeth
Elizabeth è una ragazza di diciassette anni che viene catturata e uccisa dal serial killer noto come l’Uccisore di Scarafaggi. Attraverso i suoi ricordi il lettore scoprirà la personalità dell'assassino, mentre Morgan Lost è impegnato a trovare indizi che portino alla sua cattura.

## Jerome X
Morgan Lost è tormentato da alcune voci che lo chiamano nel cuore della notte del suo appartamento al trentesimo piano, senza capire se siano sogno o realtà. Nel frattempo il protagonista è sulle tracce di Jerome X, la cui storia si intreccia con quella di un bambino dotati di strani poteri paranormali.

## Le lacrime del diavolo
Igraine, la cacciatrice di taglie amica di Morgan Lost, è sulle tracce di Evilenko, un pericoloso serial killer che uccide le donne con armi sempre differenti e senza alcuna pietà. La donna ha motivi personali nella ricerca dell'assassino, motivi che riconducono al suo passato e ai segreti che nasconde. Nel frattempo, tra i due cacciatori di taglie sembra nascere una relazione.

## Memorie di una telecamera
Morgan Lost è sulle tracce di un serial killer che durante i suoi omicidi filma tutto con una telecamera, per poter poi rivivere e conservare le sue gesta. La telecamera utilizzata per riprendere i delitti sembra essersi impregnata di un'anima perversa e malvagia. 

## Sogni di qualcun altro
Alcuni impiegati del Tempio della Burocrazia iniziano ad avere incubi in cui vengono commessi orrendi delitti, mai accaduti. Una di queste persone contatta Morgan Lost per chiedere aiuto. Nel frattempo tra le strade di New Heliopolis compare un feroce serial killer che uccide le sue vittime a colpi di martello.

## La trama di Oz
Una scrittrice sembra essere perseguitata dal personaggio dei suoi romanzi, mentre Morgan Lost si reca da una psicologa per parlarle di alcuni incubi ricorrenti. Nel frattempo un nuovo serial killer, soprannominato Oz, imperversa per le strade di New Heliopolis. 

## Il silenzio alla fine del mondo
Odd Baggins è un impiegato dell'ufficio lettere mai arrivate di New Heliopolis. Essendo perseguitato dal rumore, ricerca spasmodicamente il silenzio assoluto, fino a diventare un feroce serial killer. Morgan Lost si metterà sulle sue tracce.

## La zona d'ombra
Due strani individui iniziano a seminare il terrore per New Heliopolis, uccidendo diverse personi in luoghi pubblici. Morgan Lost inizia ad indagare per riuscire a trovarli, anche grazie alla goffaggine che i due dimostrano durante le loro imprese.

## Serial toons
A Morgan Lost viene chiesto di collegarsi ad una intelligenza artificiale utilizzata per creare cartoni animati, per entrare nel mondo creato da questo cervello elettronico. Questo perché all'interno di questo mondo si trova Blunt, un feroce assassino follemente innamorato di Veronica, una donna bellissima e dannata.